# Labrocerus obsoletus
Labrocerus obsoletus är en skalbaggsart som beskrevs av Sharp 1908. Labrocerus obsoletus ingår i släktet Labrocerus och familjen ängrar. Inga underarter finns listade i Catalogue of Life.